# Clossiana lehmanni
Clossiana lehmanni är en fjärilsart som beskrevs av Holland 1928. Clossiana lehmanni ingår i släktet Clossiana och familjen praktfjärilar. Inga underarter finns listade i Catalogue of Life.